# 黄正夏
黄正夏（1921年—2009年9月10日），男，湖北襄阳人，中华人民共和国政治人物，曾任中共沙市市委书记:9、中共十堰市委书记:690、市长，中共二汽党委第一书记、厂长，湖北省人大常委会副主任等职。